# Sylvicola maculipennis
Sylvicola maculipennis är en tvåvingeart som först beskrevs av Wulp 1885.  Sylvicola maculipennis ingår i släktet Sylvicola och familjen fönstermyggor. Inga underarter finns listade i Catalogue of Life.